# Punta Juan Andrés
La Punta Juan Andrés (10°30′15″N 67°42′40″O / 10.504167, -67.711111) es un prominente cabo y un popular destino turístico del Norte del estado Aragua, en la costa del Mar Caribe a 7 km al este de Ocumare de la Costa, Venezuela. Es el punto más norte del municipio Ocumare de la Costa de Oro, proyectándose del Cerro Jaibita entre la Playa de Cata al Oeste y Punta Galindo al hacia el Este. Se eleva 25 m s. n. m. antes de entrar al mar Caribe. En el extremo Oeste de la formación rocosa se ubica la popular Playa Juan Andrés, al que se llega desde la Bahía de Cata por lancha.

## Turismo
Aun cuando el Mar Caribe se caracteriza por aguas muy agitadas al norte de Venezuela, la Punta Juan Andrés produce una bahía de aguas calmadas. Además del disfrute de las arenas finas y blancas y bañarse en las aguas cristalinas de color turquesa, los turistas suelen pasear en kayak, bucear y observar la vida marina. A la playa de Juan Andrés se llega en lancha desde la bahía de Cata. La entrada no es muy fuerte y también se puede llegar desde Cuyagua. No tiene servicios y los arrecifes forman una piscina natural. El área alrededor de la Punta Juan Andrés no cuenta con grandes arrecifes, como en Uriaco donde se pueden mirar los peces multicolores desde la superficie, sin necesidad de equipos especiales.